# Антоніо Затта
Антоніо Затта (італ. Antonio Zatta; 1757—1797) — італійський картограф та видавець. Працював у Венеції. Дві його найвідоміших роботи «Atlante Novissimo», опублікованій в 1779 році, і «Nuovo Atlante», видано в 1799 році, вже після його смерті. «Atlante Novissimo» містив 5 томів, 216 карт-гравюр (4 світу, 25 з Північної і Південної Америки, 2 з Австралії, і 5 космографічні таблиці). Мапа Затта Нової Зеландії була першою картою в атласі, що показувала відкриття Джеймса Кука. Також відомі його карти українських земель у складі Речі Посполитої, англійських графств.

## Галерея

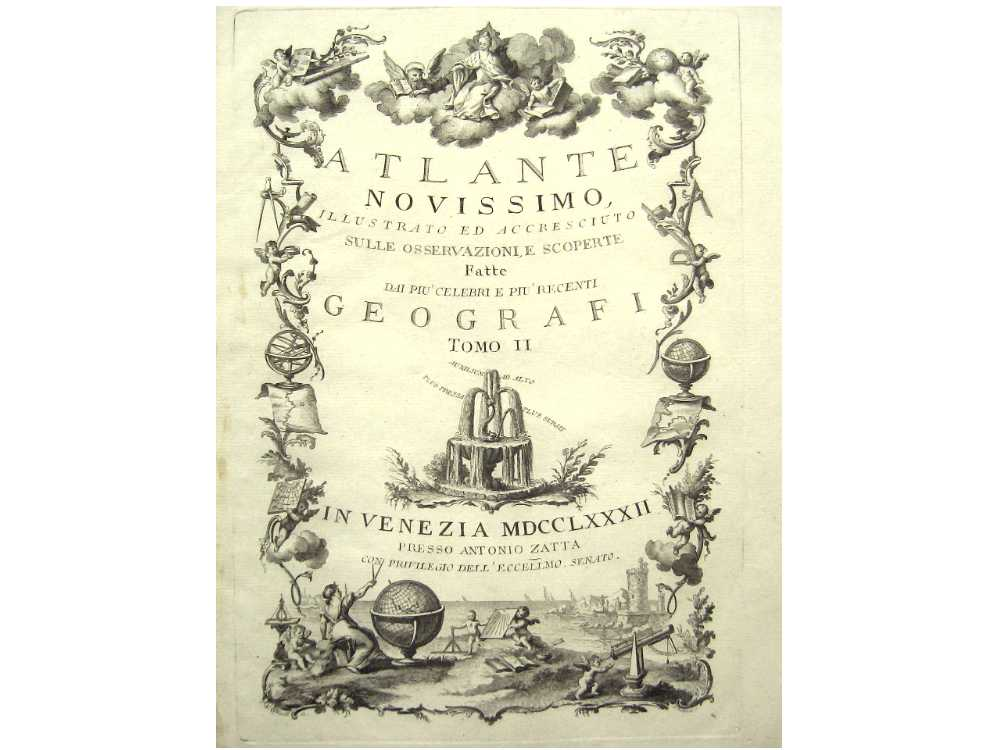
Титул атласу «Atlante Novissimo»
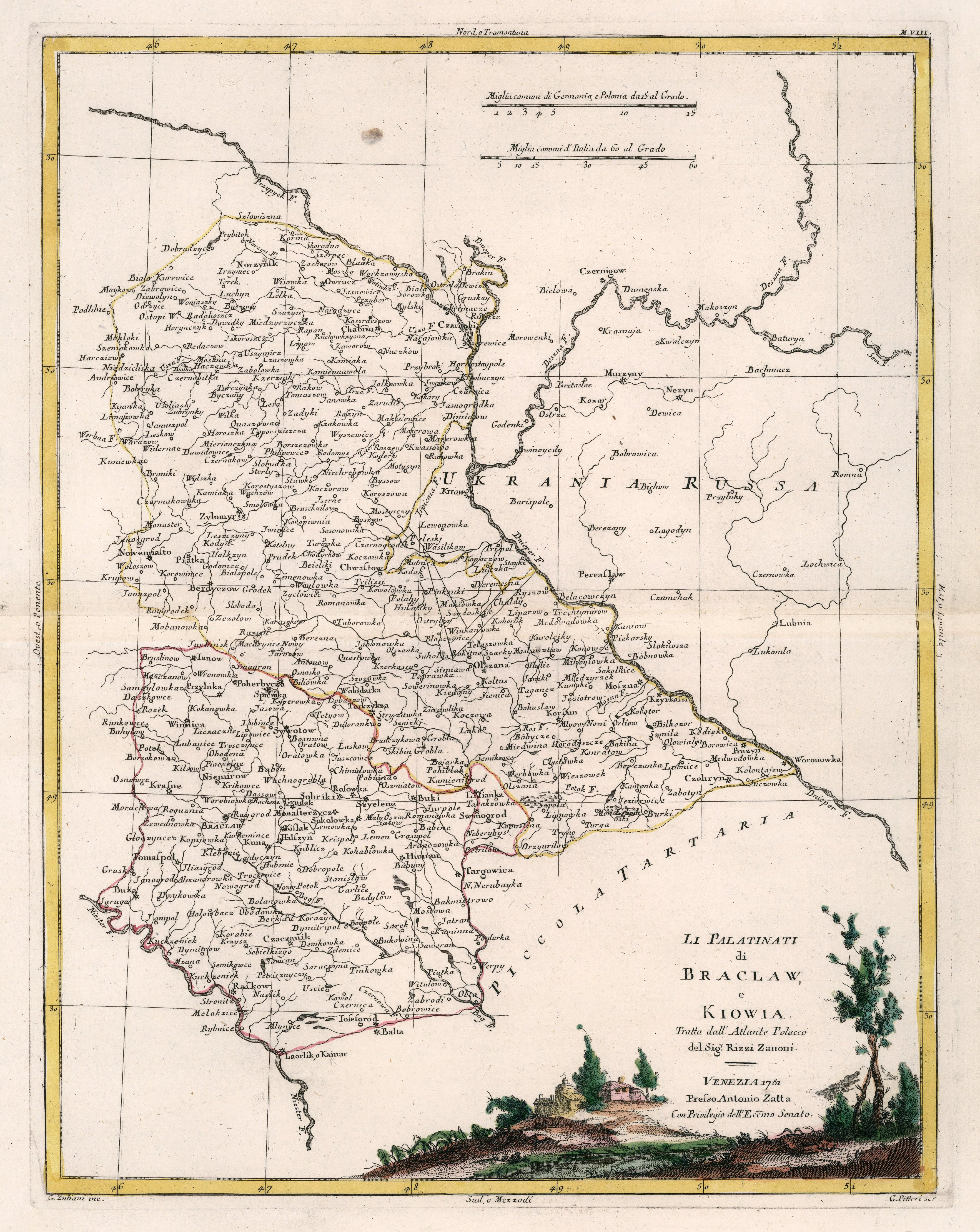
«Брацлавське та Київське воєводства» («Li Palatinati di Braclaw, e Kiowia»), 1781 рік
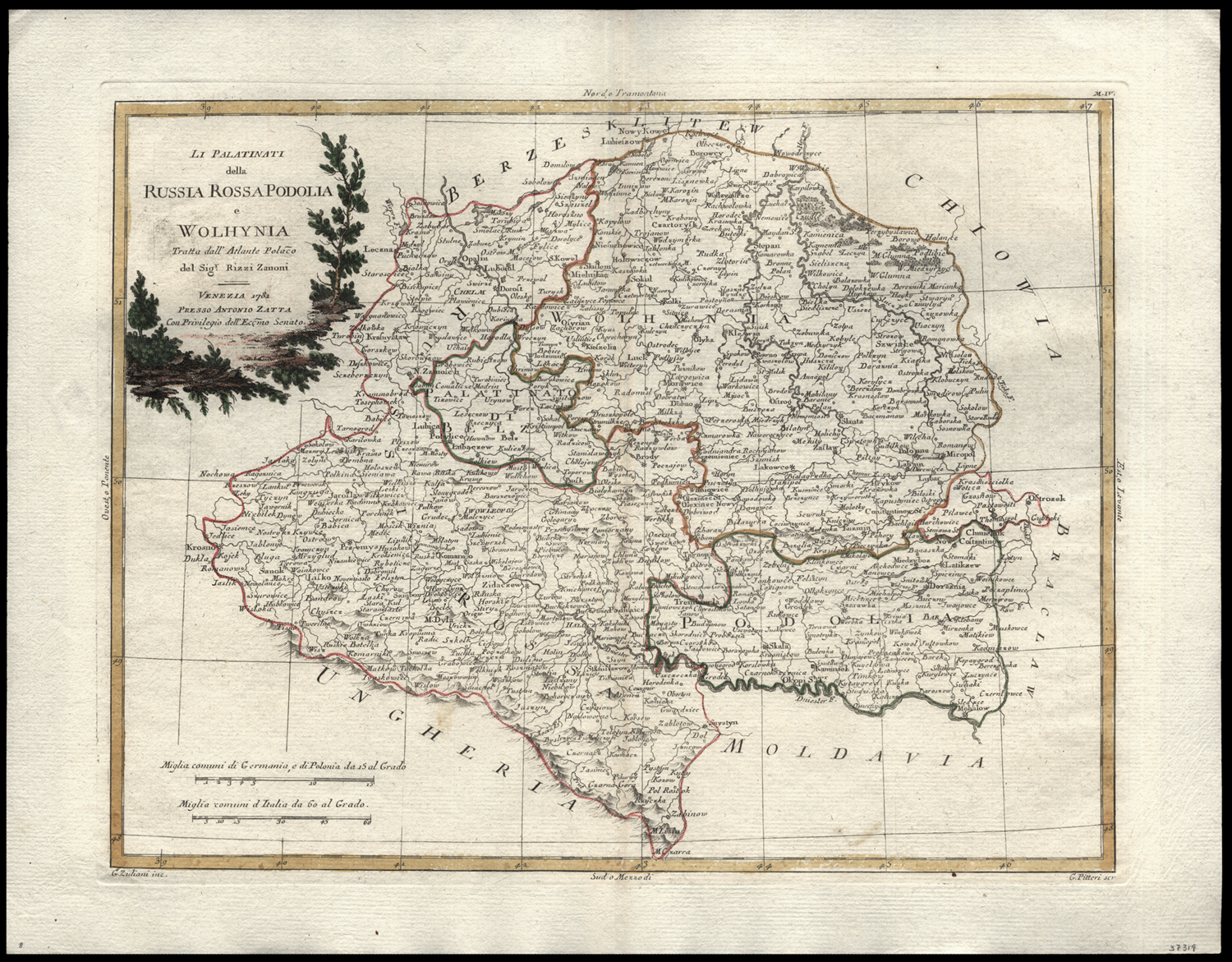
«Воєводства Червоної Русі, Подільське та Волинське» («Li Palatinati della Russia Rossa Podolia e Wolhynia»), 1781 рік